# Otto Weigmann
Otto Albrecht Weigmann (* 13. Mai 1873 in Lauf an der Pegnitz; † 10. Februar 1940 in München) war ein deutscher Kunsthistoriker.

## Leben
Otto Weigmann war der Sohn des Hopfengroßhändlers und Kommerzienrates Georg Weigmann. Er besuchte von 1882 bis 1891 das Alte Gymnasium in Nürnberg. Danach studierte er zunächst Jura in München und Berlin und wurde 1896 in Heidelberg zum Dr. jur. promoviert. Anschließend studierte er Kunstgeschichte in München, Berlin und Heidelberg sowie zwei Semester Architektur an der TH Charlottenburg. 1901 wurde er in München bei Berthold Riehl zum Dr. phil. promoviert. Am 4. November 1901 wurde er wissenschaftlicher Hilfsarbeiter, einen Monat später Assistent an der Graphischen Sammlung in München, im April 1907 wurde er dort zum Konservator ernannt. 1912 schied er auf eigenen Antrag aus der Sammlung aus, da er sich mit dem damaligen Direktor Heinrich Pallmann über dessen Führung der Sammlung überworfen hatte. Vom 1. Januar 1918 bis zu seinem Ruhestand am 1. November 1937 war er als Nachfolger Pallmanns Direktor der Graphischen Sammlung
Am 30. Mai 1937 wurde er Ehrenbürger seiner Heimatstadt Lauf.

## Veröffentlichungen (Auswahl)
- Eine Bamberger Baumeisterfamilie um die Wende des 17. Jahrhunderts. Ein Beitrag zur Geschichte der Dientzenhofer, I. Teil. Dissertation München 1901 (Digitalisat).
- Eine Bamberger Baumeisterfamilie um die Wende des 17. Jahrhunderts. Ein Beitrag zur Geschichte der Dientzenhofer. Heitz, Straßburg 1902 (Digitalisat).
- Schwind. Des Meisters Werke in 1265 Abbildungen, hrsg. von Otto Weigmann, Stuttgart: Deutsche Verlags-Anstalt 1906 (Klassiker der Kunst in Gesamtausgaben, Bd. 9)
- Ein Kapitel kgl. bayrischer Kunstpflege. Sachs, München 1913.